# Thông Nguyên
Thông Nguyên là một xã thuộc tỉnh Tuyên Quang, Việt Nam.

## Địa lý
Xã Thông Nguyên có vị trí địa lý:
- Phía đông giáp xã Nậm Ty
- Phía tây giáp xã Nậm Khòa
- Phía nam giáp huyện Bắc Quang và huyện Quang Bình
- Phía bắc giáp xã Nam Sơn và xã Nậm Ty.

Xã Thông Nguyên có diện tích 40,54 km², dân số năm 2019 là 3.279 người, mật độ dân số đạt 81 người/km².

## Hành chính
Xã Thông Nguyên được chia thành 13 thôn, bản: Ông Hạ, Tân Hạ, Nậm Lìn, Nậm Mon, Khu Chợ, Hồng Quang, Bản Giàng, Nậm Hồng, Giàng Hạ, Giàng Thượng, Phìn Hồ, Nậm Nghĩ, Làng Giang.

## Lịch sử
Trước đây, Thông Nguyên là một xã thuộc huyện Bắc Quang.
Ngày 18 tháng 11 năm 1983, Hội đồng Bộ trưởng ban hành Quyết định 136-HĐBT về việc sáp nhập xã Thông Nguyên thuộc huyện Bắc Quang vào huyện Hoàng Su Phì quản lý.
Ngày 29 tháng 12 năm 2023, UBND tỉnh Hà Giang ban hành Quyết định số 2627/QĐ-UBND về việc công nhận xã Thông Nguyên là đô thị loại V.